# Attentati di via Ben Yehuda
Gli attentati di via Ben Yehuda sono una serie di attacchi perpetrati e/o ordinati da arabi palestinesi, alcuni dei quali come attentatori suicidi, contro i civili in via Ben Yehuda, importante arteria stradale nel centro di Gerusalemme, avvenuti dal febbraio 1948 in poi.

## 1948
Il 22 febbraio 1948, tre camion dell'esercito britannico guidati da un'auto blindata guidata da irregolari arabi e disertori britannici esplosero in via Ben Yehuda uccidendo tra i 49 e i 58 civili e ferendone 123-200. La bomba potrebbe essere stata concepita per uccidere i membri dei Furmans (scorta del convoglio dei Palmach, forza d'élite dell'Haganah) che alloggiavano negli hotel Atlantic e Amdursky ma che erano partiti per un pattugliamento poco prima. Oltre ai due hotel, l'edificio Vilenchick e la banca Kupat-Milveh furono distrutti. La bomba era stata creata da Fawzi al-Qutb. Il convoglio era guidato da un militante di Gerusalemme, 'Azmi al-Ja'uni, che parlava correntemente l'inglese e poteva spacciarsi per un ufficiale britannico. Due disertori britannici, Eddie Brown, un capitano di polizia che affermava che l'Irgun avesse ucciso suo fratello, e Peter Madison, un caporale dell'esercito, erano stati persuasi ad unirsi all'attacco, anche dalla promessa di sostanziali ricompense finanziarie.

### Conseguenze
La sera successiva venne distribuito un volantino in cui si afferma che l'esplosione era in risposta a un attentato dell'Irgun di tre giorni prima, a Ramla, il 19 febbraio. Fu firmato da Abd al-Qadir, che si assunse la responsabilità dell'operazione. Lo stesso Abd al-Qadir, al Cairo il giorno dopo, lasciò una dichiarazione ad Al-Ahram con lo stesso effetto e l'Alto Comando dell'Esercito del Sacro Jihad ribadì la dichiarazione in Palestina. Husayn al-Khalidi, segretario del Supremo Comitato Arabo, deplorò l'atto come "depravazione inadatta allo spirito arabo", e il Comitato stesso, nel tentativo di prendere le distanze dall'incidente, gettò dubbi sull'autenticità delle dichiarazioni pubbliche di Abd al-Qadir.
Nella confusione che ne seguì, i residenti ebrei accusarono immediatamente gli inglesi dell'attacco. L'Irgun avrebbe ordinato ai militanti di sparare a vista a qualsiasi inglese. Alla fine della giornata, otto soldati britannici furono uccisi a colpi di arma da fuoco, mentre un nono fu ucciso mentre era in una clinica ebraica per il trattamento di una ferita. Lehi reagì anche diversi giorni dopo facendo saltare in aria un treno pieno di soldati britannici mentre si allontanava dalla stazione di Rehovot, uccidendone 27.
Il giorno dopo, il 23 febbraio, venne lanciata un'offensiva ebraica con colpi di mortaio contro il quartiere arabo di Musrara, a Gerusalemme, uccidendo sette arabi, compresa un'intera famiglia. Gli arabi credevano che fosse una vendetta per l'attentato a via Ben-Yehuda, sebbene, secondo lo storico israeliano Itamar Radai, all'epoca gli ebrei e le loro istituzioni ufficiali incolpassero solo gli inglesi per l'incidente.

## 1971
8 settembre 1971: una granata fu lanciata all'ingresso del Cafe Alno in via Ben Yehuda. Non esplose e non ci furono feriti.

## 1974
12 dicembre 1974: un ordigno esplosivo esplose in via Ben Yehuda. Tredici persone rimasero ferite.

## 1976
Il 9 aprile 1976 un'autobomba fu smantellata in via Ben Yehuda poco prima che esplodesse.
Il 3 maggio 1976, 33 passanti rimasero feriti quando uno scooter con trappole esplosive esplose all'angolo tra Ben Yehuda e Ben HillelStrade. Tra i feriti ci furono il console greco a Gerusalemme e sua moglie.

## 1979
Il 1º gennaio 1979, un'autobomba fu trovata di fronte al Cafe Atara, nel centro commerciale pedonale, e neutralizzata circa mezz'ora prima che esplodesse.
Il 24 marzo 1979, una persona rimase uccisa e 13 ferite quando una carica esplosiva esplose in un bidone della spazzatura in piazza Zion.

## 1981
Il 2 maggio 1981, uno zappatore della polizia fu ferito da una carica esplosiva collocata in un bidone della spazzatura vicino al Cafè Alno.

## 1984
Il 15 agosto 1984 un'autobomba fu scoperta in via Ben Yehuda e disinnescata circa 10 minuti prima che esplodesse. Nel veicolo c'erano circa 12 chilogrammi di esplosivo e 3 chilogrammi di chiodi di ferro.

## 1997
Il 4 settembre 1997, tre attentatori suicidi di Hamas si fecero esplodere simultaneamente nel centro commerciale pedonale, uccidendo 5 israeliani. Il bombardamento fu effettuato da palestinesi del villaggio di Asira al-Shamaliya.
Tre ragazze 14enni furono uccise nell'attacco: Sivann Zarka, Yael Botvin e Smadar Elhanan. Elhanan era la figlia dell'attivista per la pace Nurit Peled-Elhanan e nipote del generale e politico israeliano Mattityahu Peled.
La famiglia di Yael Botvin, cittadino statunitense, intentò una causa negli Stati Uniti contro la Repubblica Islamica dell'Iran.
Un giudizio di 251 milioni di dollari in danni compensativi e punitivi fu assegnato ai parenti degli americani uccisi nell'attacco. C'erano pochi beni del governo iraniano negli Stati Uniti dopo la sentenza. I querelanti minacciarono di sequestrare preziosi manufatti persiani situati nei musei di Chicago e di venderli per i proventi, portando alla crisi del patrimonio persiano di Chicago.

## 2001
Il 1º dicembre 2001, due attentatori suicidi, nel contesto della Seconda intifada, si fecero esplodere in via Ben Yehuda, seguiti da un'autobomba. Gli attentatori suicidi uccisero undici vittime tra i 15 e i 21 anni, mentre 188 persone rimasero ferite. Hamas rivendicò la responsabilità, affermando che era una rappresaglia per l'uccisione del militante di Hamas Mahmud Abu Hanoud. Un portavoce di Hamas a Gaza dichiarò che questi attacchi non avevano placato la sua sete di vendetta e che avrebbero effettuato ulteriori attentati. Furono intentate azioni legali contro Arab Bank, NatWest e Crédit Lyonnais, sostenendo che avrebbero incanalato denaro ad Hamas.